# Böszörményi Jenő (gépészmérnök)
Böszörményi Jenő, 1881-ig Goldhammer (Érkeserű, 1872. április 23. – Budapest, 1957. augusztus 8.) gépészmérnök.

## Életpálya
Goldhammer Lipót és Schwartz Anna fia, izraelita vallású. 1893-ban a zürichi főiskolán szerzett oklevelet. 1896-tól a Fegyver- és Gépgyár konstrukciós iroda munkatársa. Fő feladata volt a gyár dízelmotor tervezőirodájának felállítása, vezetése. A tervdokumentációk alapján 1899-ben elkészült az első magyar dízelmotor.
1903-tól a Westinghouse autógyár Le Havre-i, majd londoni telepein dolgozott, mint főmérnök s részt vett a gyár auto típusainak kifejlesztésében. Később a gyár aradi fióküzeméhez került, ahol benzin-elektromos motorvonatok szerkesztésének és üzemeltetésének kérdéseivel foglalkozott.
1909. október 23-án Budapesten, az V. kerületben házasságot kötött Lévai Ilonával, Lévai Ignác és Deutsch Jola lányával.
1924 és 1931 között a Magyar Általános Gépgyár (MÁG) autógyártását vezette, műszaki igazgatóként. Nagy elméleti tájékozottsággal, gazdag külföldi szerkesztői gyakorlattal vállalkozott a magyar nagyüzemi autógyártásra (MAGOMOBIL, MAGOSIX). A hazai Diesel-motor és autógyártás egyik úttörője volt.

## Írásai
Tanulmányai, cikkei különböző szaklapokban, elsősorban a Magyar Mérnök- és Építész-Egylet Közlönyében és Heti Értesítőjében jelentek meg